# Grammothele delicatula
Grammothele delicatula är en svampart som först beskrevs av Henn., och fick sitt nu gällande namn av Leif Ryvarden 1980. Grammothele delicatula ingår i släktet Grammothele och familjen Polyporaceae.   Inga underarter finns listade i Catalogue of Life.